# Ur (Alamanne)
Ur (lateinisch Urius) war ein alamannischer Gaukönig im 4. Jahrhundert.
Der römische Schriftsteller Ammianus Marcellinus berichtet, dass der Caesar (Unterkaiser) Julian im Jahr 359 bei Mogontiacum (heute Mainz) den Rhein überschritt und mit den Alamannenkönigen Ur, Hariobaud, Makrian, Vadomar, Ursicinus und Vestralp, nach Rückgabe aller Gefangenen, Friedensverträge abschloss. 